# Nicolae Cartojan
Nicolae Cartojan  (* 4. Dezember 1883 in Călugăreni, Kreis Giurgiu; † 20. Dezember 1944 in Bukarest) war ein rumänischer Romanist, Rumänist und Mediävist.

## Leben und Werk
Cartojan war (mit einem Stipendium) Gymnasiast in Bukarest. Er studierte ab 1902 an der Universität Bukarest bei Titu Maiorescu, Nicolae Iorga und vor allem bei Ioan Bianu, den er schon von der Schule her kannte. 1910 wurde er von Bianu promoviert mit der Arbeit Alexăndria în literatura românească (Bukarest 1910). Dann war er Gymnasiallehrer in Giurgiu und Bukarest. Von 1912 bis 1914 war er beurlaubt für ein Aufbaustudium in Berlin. 1921 wurde er habilitiert mit der Arbeit Noi contribuții la Alexăndria în literatura românească (Bukarest 1922). Von 1923 bis 1930 war er Professor an der Hochschule für Archivkunde und Paläografie. 1930 wurde er (als Nachfolger seines Lehrers) Professor an der Universität Bukarest.
Cartojan war Mitglied der Rumänischen Akademie (1941) und Ehrendoktor der Universität Padua (1942).

## Werke
- Legendele Troadei în literatura românească, Bukarest 1925
- Breve storia della letteratura romena, Rom 1926 (33 Seiten)
- (Hrsg.) Mihail Kogălniceanu, Scrieri s̡i discursuri, Craiova 1928
- Fiore di virtu in literatura romaneasca, Bukarest 1928
- Cărțile populare în literatura românească, 2 Bde., Bukarest 1929–1938, 1974
- Cercetări literare, 5 Bde., Bukarest 1934–1943
- Poema cretana Erotocrit in literatura romaneasca si izvorul ei necunoscut, Bukarest 1935
- Istoria literaturii române vechi, 3 Bde., Bukarest 1940–1945, 1980; hrsg. von Rodica Rotaru und Andrei Rusu, Bukarest 1996
- Mihail Kogălniceanu. Activitatea literară, Bukarest 1942